# Amy Schumer
Amy Beth Schumer (n. 1 iunie 1981, New York City, New York, SUA) este o actriță, comediantă, scenaristă, producătoare și regizoare americană. 

## Biografie

### Primii ani
Schumer s-a născut pe 1 iunie 1981 în Upper East Side din Manhattan, New York, în familia lui Sandra (născută Jones) și Gordon Schumer, care dețineau o companie de mobilă pentru copii mici. Are o soră mai mică, Kimberly, care este screnaristă de comedii și producător, și un frate, Jason Stein, care este muzician în Chicago, Illinois. Tatăl său este verișor de-al doilea cu senatorul Chuck Schumer.
Tatăl său este iudeu, iar mama sa este de tradiție protestantă. Schumer a fost crescută în iudaism.
Odată cu succesul companiei tatălui său, Amy și-a dus viața într-o familie bogată. Dar, pe când ea avea nouă ani, familia sa a devenit falimentară, tatăl său a fost diagnosticat cu scleroză multiplă, iar trei ani mai târziu părinții săi au divorțat. Mutându-se în Long Island, ea a intrat la studii la South Side High School din Rockville Centre, New York și s-a remarcat ca „clovnul clasei” și „coșmarul profesorilor” până la absolvire, în 1999. Apoi s-a mutat în Baltimore, Maryland și după școală s-a înscris la Towson University, pe care a absolvit-o cu specializare teatrală în 2003. Ea s-a reîntors în New York City după colegiu, unde a studiat la William Esper Studio timp de doi ani și a lucrat ca barman și waitress.

### Viața personală
Schumer a avut o relație cu wrestlerul profesionist Dolph Ziggler, dar și cu comediantul Anthony Jeselnik.

## Filmografie

### Film
| An   | Titlu                                     | Rol            | Note        |
| ---- | ----------------------------------------- | -------------- | ----------- |
| 2006 | Sense Memory                              |                | Scurtmetraj |
| 2012 | Sleepwalk with Me                         | Amy            | necreditat  |
| 2012 | Price Check                               | Lila           |             |
| 2012 | Seeking a Friend for the End of the World | Lacey/Woman #1 |             |
| 2015 | Trainwreck                                | Amy Townsend   | + scenarist |

### Televiziune
| An           | Titlu                                 | Rol                           | Note                                                |
| ------------ | ------------------------------------- | ----------------------------- | --------------------------------------------------- |
| 2007         | Live at Gotham                        | Ea însăși                     | Episodul "2.6"                                      |
| 2007         | Last Comic Standing                   | Ea însăși                     | 7 episoade                                          |
| 2008         | Reality Bites Back                    | Ea însăși                     | 7 episoade                                          |
| 2009         | Cupid                                 | Heather                       | Episodul "The Tommy Brown Affair"                   |
| 2009         | 30 Rock                               | Stylist                       | Episodul "Mamma Mia"                                |
| 2010         | John Oliver's New York Stand-Up Show  | Ea însăși                     | Episodul "1.4"                                      |
| 2010         | Comedy Central Presents               | Ea însăși                     | Episodul "14.14"                                    |
| 2011         | Curb Your Enthusiasm                  | Teammate #2                   | Episodul "Mister Softee"                            |
| 2011         | Comedy Central Roast of Charlie Sheen | Roaster                       | TV special                                          |
| 2012         | Delocated                             | Trish                         | 8 episoade                                          |
| 2012         | Louie                                 | Diane (voce)                  | Episodul "Barney/Never"                             |
| 2012         | Comedy Central Roast of Roseanne Barr | Roaster                       | TV special                                          |
| 2012         | Amy Schumer: Mostly Sex Stuff         | Ea însăși                     | Stand-up special                                    |
| 2012         | Dave's Old Porn                       | Ea însăși                     | Episodul "2.3"                                      |
| 2013–14      | Girls                                 | Angie                         | 2 episoade                                          |
| 2013–prezent | Inside Amy Schumer                    | Ea însăși, Various characters | + creator, scenarist, producător executiv, regiztor |
| 2015         | 2015 MTV Movie Awards                 | Ea însăși (host)              | TV special                                          |
| 2015         | BoJack Horseman                       | Irving Jannings (voce)        | Episodul "Chickens"                                 |
| 2015         | Saturday Night Live                   | Ea însăși (host)              | Episodul "Amy Schumer/The Weeknd"                   |
| 2015         | Amy Schumer: Live from the Apollo     | Ea însăși                     | Stand-up special                                    |

## Premii și nominalizări
| An   | Premiu                               | Categorie                                                | Lucrare                                                  | Rezultat     | Ref(s) |
| ---- | ------------------------------------ | -------------------------------------------------------- | -------------------------------------------------------- | ------------ | ------ |
| 2014 | American Comedy Award                | Best Comedy Actress – TV                                 | Inside Amy Schumer                                       | Nominalizare |        |
| 2014 | Critics' Choice Television Award     | Best Actress in a Comedy Series                          | Inside Amy Schumer                                       | Nominalizare | [ 21 ] |
| 2014 | Dorian Award                         | Wilde Wit of the Year                                    | Wilde Wit of the Year                                    | Nominalizare |        |
| 2014 | Primetime Emmy Award                 | Outstanding Writing for a Variety Series                 | Inside Amy Schumer                                       | Nominalizare | [ 22 ] |
| 2015 | People's Choice Award                | Favorite Sketch Comedy TV Show                           | Inside Amy Schumer                                       | Nominalizare |        |
| 2015 | Writers Guild of America Award       | Comedy/Variety (Including Talk) – Series                 | Inside Amy Schumer                                       | Nominalizare |        |
| 2015 | Peabody Award                        | Peabody Award                                            | Inside Amy Schumer                                       | Câștigat     | [ 23 ] |
| 2015 | Critics' Choice Television Award     | Best Actress in a Comedy Series                          | Inside Amy Schumer                                       | Câștigat     | [ 24 ] |
| 2015 | Television Critics Association Award | Outstanding Achievement in Comedy                        | Inside Amy Schumer                                       | Câștigat     | [ 25 ] |
| 2015 | Television Critics Association Award | Individual Achievement in Comedy                         | Individual Achievement in Comedy                         | Câștigat     | [ 25 ] |
| 2015 | Teen Choice Award                    | Choice Comedian                                          | Choice Comedian                                          | Nominalizare | [ 26 ] |
| 2015 | Primetime Emmy Award                 | Outstanding Variety Sketch Series                        | Inside Amy Schumer                                       | Câștigat     | [ 22 ] |
| 2015 | Primetime Emmy Award                 | Outstanding Lead Actress in a Comedy Series              | Inside Amy Schumer                                       | Nominalizare | [ 22 ] |
| 2015 | Primetime Emmy Award                 | Outstanding Directing for a Variety Series               | Inside Amy Schumer                                       | Nominalizare | [ 22 ] |
| 2015 | Primetime Emmy Award                 | Outstanding Writing for a Variety Series                 | Inside Amy Schumer                                       | Nominalizare | [ 22 ] |
| 2015 | Britannia Awards                     | Charlie Chaplin Britannia Award for Excellence in Comedy | Charlie Chaplin Britannia Award for Excellence in Comedy | Câștigat     | [ 27 ] |